# Psednos sargassicus
Psednos sargassicus és una espècie de peix pertanyent a la família dels lipàrids.

## Descripció
- La femella fa 5,2 cm de llargària màxima.
- Nombre de vèrtebres: 42.[5]

## Hàbitat
És un peix marí i batipelàgic que viu entre 0-1.050 m de fondària.

## Distribució geogràfica
Es troba a l'Atlàntic nord-oriental: el nord del mar dels Sargassos.

## Observacions
És inofensiu per als humans.